# Dr. Beck
Dr. Beck je hrvatska televizijska emisija na HRT-u koja se bavi zdravljem, zdravstvenim stanjima, zdravstvenom sustavu i bolestima. Voditelj emisije je dr. Natko Beck. U emisiji se obrađuju različite teme vezane uz zdravlje,  s raznim gostima iz područja zdravstva i medicine.
Emisija je premijerno počela s prikazivanjem 26. rujna 2022. na prvome programu HRT-a, a prikazuje se ponedjeljkom i utorkom u jutarnjem terminu.

## Pregled emisije
Od 22. prosinca do 9. siječnja tijekom božićne stanke i od 5. do 14. lipnja prikazivale su se reprize starih epizoda. Prva i druga sezona prikazivale su se od ponedjeljka do srijede, treća sezona prikazuje se od 20. siječnja od ponedjeljka i utorka.
| Sezona | Sezona | Epizode | Premijera sezone   | Kraj sezone       |
| ------ | ------ | ------- | ------------------ | ----------------- |
|        | 1.     | 135     | 26. rujna 2022.    | 1. lipnja 2023.   |
|        | 2.     | 102     | 18. rujna 2023.    | 29. svibnja 2024. |
|        | 3.     | –       | 20. siječnja 2025. | –                 |

## Vanjske poveznice
- Službena stranica na Facebooku
- Službena stranica na Instagramu